# 威爾遜縣 (北卡羅萊納州)
威爾遜县（英語：Wilson County）位於美國北卡羅萊納州東部的一個縣。面積969平方公里。根據美國2000年人口普查估計，共有人口73,814人。縣治威爾遜（英語：Wilson）。

## 历史
威爾遜縣成立於1855年2月13日，它由周边的厄齐康县、约翰斯顿县、纳什县和韋恩縣分出来的部分地区组成。縣名紀念州議員:1847年在美墨戰爭中在维拉克斯病逝的路易·D·威爾遜

## 地理
根据美国人口调查局数据威爾遜縣面积969平方公里，其中961平方公里为陆地面积，8平方公里为水域面积，占总面积的0.85%。

### 镇
威爾遜縣治十个镇。

### 周边县
- 纳什县，北
- 厄齐康县，东北
- 皮特县，东
- 格林县，东南
- 韋恩縣，南
- 约翰斯顿县，西南

## 人口
根据2000年的人口普查威爾遜縣有73,814名居民，分28,613个户和19,771个家庭。县内的人口密度为每平方公里77人。县内55.83%是白人、39.33%是非裔美国人、0.27%是美洲土著人、0.42%是亚裔美国人、0.02%是太平洋土著人、3.21%是其它人中、0.92%是混血儿。西班牙裔和拉丁美洲裔的人占6.04%。
县内的28,613个户中有31.9%有18岁以下的未成年人、48.1%是结婚夫妇、16.5%是带孩子的单身妇女、30.9%不是家庭、26.4%是单身汉、10.2%有65岁以上的老年人。平均每户2.51人。家庭的平均大小为3.03人。
县内人口结构为25.6%在18岁以下、9.1%在18至24岁之间、28.8%在25至44岁之间、23.6%在45至64岁之间、12.9%在65岁以上。平均年龄为36岁。女子对男子的性别比为100：91.3。18岁以上的成年人的性别比为100：87.2。
县内每户的平均年收入为33,116美元，家庭的平均年收入为41,551美元。男子的平均年收入为30,364美元，女子的平均年收入为21,997美元。人均年收入为17,102美元。13.8%的家庭和18.5%的人口生活在贫困线以下，其中包括24.7%的未成年人和21.3%的老年人。